# Sequência biológica
Uma sequência biológica é a descrição da sequência de elementos (ou monômeros) que constituem uma macromolécula biológica, ácido nucleico ou proteína. Essas macromoléculas são de fato polímeros lineares, consistindo de nucleotídeos para os primeiros ou de aminoácidos para os segundos. A sequência é geralmente representada sob a forma de uma cadeia de caracteres que é armazenada em uma arquivo de computador em formato texto.
No caso do ADN, isto corresponde à sequência de bases, tal como pode ser obtido na saída de um sequenciador de DNA. Isso corresponde à informação genética bruta. No caso de proteínas, isto corresponde à sequência de aminoácidos que pode ser obtida por sequenciação química ou por tradução da sequência do gene correspondente no DNA.

## Sequências nucleotídicas

### Sequências genéticas

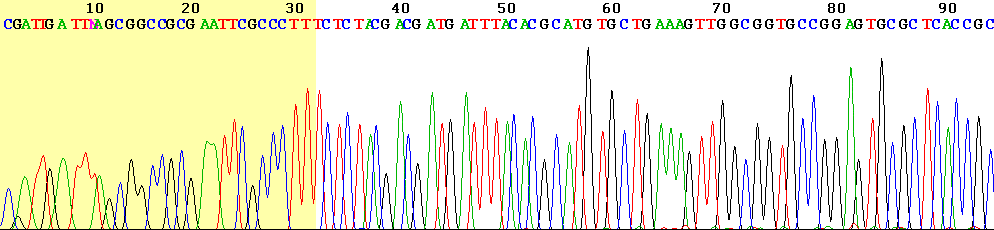
Sequência de DNA associada a seu eletroferograma.

No caso de uma sequência de ADN, o "texto" é um consistindo apenas de 4 letras correspondentes aos quatro nucleotídeos formando a sequência de um dos filamentos de DNA: A para adenina, G para guanina, T para timina, C para citosina. Tem-se que ter cuidado se a direção da leitura puder ser 3' para 5' ou inversa.
Exemplo de uma sequência biológica de DNA para o gene Antennapedia CG1028-RH de Drosophila melanogaster:
```
       1 ttcagttgtg aatgaatgga cgtgccaaat agacgtgccg ccgccgctcg attcgcactt
      61 tgctttcggt tttgccgtcg tttcacgcgt ttagttccgt tcggttcatt cccagttctt
     121 aaataccgga cgtaaaaata cactctaacg gtcccgcgaa gaaaaagata aagacatctc
     181 gtagaaatat taaaataaat tcctaaagtc gttggtttct cgttcacttt cgctgcctgc
     241 tcaggacgag ggccacacca agaggcaaga gaaacaaaaa gagggaacat aggaacagga
     301 accagataat agtgacataa gcgacccttt cgcaaatatt ttggcgcaaa atgagcgggc
     361 gccaagtgcc gcgtggtgga gccgcctgaa aatgacatgg aaaattcgcc gaaaatcgcg
     421 cgttttggca gcatcaatcc caaagcacaa aattaatttc tatcataatt tctgggtgca
     481 acacggaccc ataattgaat cgaatatagg gcttatctga tagcccggca gcaacattga
     541 actttccggc tgcaaaggag acgacaccga gatcgccaat tttcgttggg ctcgttctct
     601 gggctccggc gataagaaat ccatgctgat aaggacagga ggacggtctg cggcaaattg
     661 aattcgattc tgacctgtat gaaagccagc ggagatacgg atacctctgg gtttatgggt
     721 agaaaacgca gagcgtcgcg ccaacatcga aattatttgc gtttgcatct tctcgtcctt
     781 tcgtttatcg ttctgattgc catcgtggtg gcgcggtttc tattaatttt gcttctgtat
     841 cgtttgcaaa atctcaaaag attcaaaaag ttcgtcatca gcagccgcaa cacaaaaacc
     901 aacgagtgta aagccgagca tacaaatatc aataaaaaca taaacattta cccaatctca
     961 atctcaaaac attcgcatcg tttccacaca aatatgctta gttcgcccaa attgtgattg
    1021 tatatatata tttaacggca ttaaatacaa aagattaagc cctaaattaa gtgtaaatct
    1081 tacaaaacgt ctacgttttt aaacaagaaa ttgtgatatt atatattaat cgggaaattc
    1141 gaagtatgag aacaaaacgg tgtatatatg taagtgggcg atgaacatca atgaatattt
    1201 tagctgagca aagtacacac gaatgaatat aaatatacat gaaaatatat tttgggcacc
    1261 gacttttaca ccacaattat atatcgatag aaaagacacg aaaacaatca cagaaaacta
    1321 agagtttcaa aatcaaaatt gaggaatacc aactagagga taaggctact taaggatcaa
    1381 aaaacaccaa ggagacgaga ttttctacca aatcgagaga cgaggggcag gttaatttcg
    1441 tcatttttgg ccaagacagc aaatagagga acagcaaagc gaaaatcatt ttatacctca
    1501 cacaacaact acacactaac taagattagg ctacgcaact gtacattgta cttaagtgtt
    1561 caaagtatat ttagtttact ttgtatataa gaaaagtagc taaaagcacg cggacaggga
    1621 ggcaggagca ccacagtcac tagccactaa gcagagtcac agtcacgatc acgttcactc
    1681 caggatcagg actcggggcg ggatcagcag acgctgagga agctgccacg atgacgatga
    1741 gtacaaacaa ctgcgagagc atgacctcgt acttcaccaa ctcgtacatg ggggcggaca
    1801 tgcatcatgg gcactacccg ggcaacgggg tcaccgacct ggacgcccag cagatgcacc
    1861 actacagcca gaacgcgaat caccagggca acatgcccta cccgcgcttt ccaccctacg
    1921 accgcatgcc ctactacaac ggccagggga tggaccagca gcagcagcac caggtctact
    1981 cccgcccgga cagcccctcc agccaggtgg gcggggtcat gccccaggcg cagaccaacg
    2041 gtcagttggg tgttccccag cagcaacagc agcagcagca acagccctcg cagaaccagc
    2101 agcaacagca ggcgcagcag gccccacagc aactgcagca gcagctgccg caggtgacgc
    2161 aacaggtgac acatccgcag cagcaacaac agcagcccgt cgtctacgcc agctgcaagt
    2221 tgcaagcggc cgttggtgga ctgggtatgg ttcccgaggg cggatcgcct ccgctggtgg
    2281 atcaaatgtc cggtcaccac atgaacgccc agatgacgct gccccatcac atgggacatc
    2341 cgcaggcgca gttgggctat acggacgttg gagttcccga cgtgacagag gtccatcaga
    2401 accatcacaa catgggcatg taccagcagc agtcgggagt tccgccggtg ggtgccccac
    2461 ctcagggcat gatgcaccag ggccagggtc ctccacagat gcaccaggga catcctggcc
    2521 aacacacgcc tccttcccaa aacccgaact cgcagtcctc ggggatgccg tctccactgt
    2581 atccctggat gcgaagtcag tttggtaagt gtcaaggaaa gtgatcgaca attccacgaa
    2641 acgtattaag tggaattttt cttcttctta tcgtagtggg ttgaagtagt tagttccccg
    2701 tttagaattg gtcgtagttc ccattagaat cgtaactgtg catacaacag ctagagctgt
    2761 attatcttaa attgtataat accataacta ttacagcgaa cctcgtgcag cgaagcaaag
    2821 cagtaaaaag cagtctagat gtactgcttt atattgtgtt tcctgcttga tattagatca
    2881 ctaagcaagc agacgcgcaa gcagttcacg cagatcacgc agacgttaaa aatttaaaaa
    2941 tgtttttgtt tgcagaaaga agtaccctct tcgcttttca attttgtagt taaaattcga
    3001 gcaaatatat ttaaattaaa aaggctcaaa cttaaagtac tatgtatgtc ttgtattttt
    3061 gaaaaaattc taaagtttat tataaaatgc attttaaata cattttttaa cctaccttgt
    3121 cgcttgaaat atataaaatt taagttttag atatggaata gataaacaaa atatttccct
    3181 ctgtcttaac taatttcttt aattaaatgt taagccccaa agcgactaca gcttcatgtc
    3241 aaactcttac cttaaatatt tagagtttgt ttgcatttga actgagaacg ttttgtcgac
    3301 gaccttgaca cgtccgggta atttcacttt attgccttgg ccaattgctt gacatcatcc
    3361 gtaatccatc tgcaaagaca tcccgatacc tgacatttgt tcaaatttgc gaatttccca
    3421 aatccgagca aatcgatgaa tgcaggcaga tgaaagacga aagaggtggc ggaagaggtg
    3481 ctccttgggt tccgcttgcc cagaagatcg cagcacagga ggcggtcctg ccagctaatg
    3541 caaattgaca atagctcgaa atcgtgcaag aaaaaggttt gccaaaaccc taggcgtaac
    3601 taatgagggc tggaaaatag agcacactga ctgcatgtgg tactgcttta ggcttagagg
    3661 atgttgcata agtggggata gggctcggcc gcctttcgag cgaaaaaggt gtaaggtcta
    3721 ggaggcgagt ccttttcaaa tatagaattc caatggcatg tcactttcct cggagaaagt
    3781 gaaagtaggc ctcaagtggt cggtgccttt gccttgccct ccagctgacc tgctccctgg
    3841 tcattacgca gtccaaggag ctctagctct ccccataccc agctctcaat gttgttgtgg
    3901 ttttttgttt gtagccggct gaattttttc gccaaagcca gattgagatg taaagcacaa
    3961 ttgatgagcg ccattagtta cacgttatgt gcaatggatg ccatcaattt attaatctcc
    4021 agaacacgcc gaggctccat tcatagcacc acttcgtcgt cttaatcccc tccctcatcc
    4081 gccatggcgg tgcaaaaaat aaaaagaact c
```

### Sequências de ARN
No caso de uma sequência de ARN, a letra U é utilizada para designar a uracila substituindo a timina para estas moléculas.

## Sequências de proteínas (péptidos)
Esta sequência corresponde ao que é chamado de estrutura primária da proteína em bioquímica. Chamamos tradução, a etapa de síntese de proteínas a partir de uma sequência nucleotídica, este passo pode ser facilmente previsto por software de computador para a identificação de genes até agora desconhecidos. O código genético dá uma letra do alfabeto para cada um dos 20 aminoácidos existentes, em correspondência com os diferentes códons. Como um códon é formado por três bases, a sequência da proteína é três vezes menor que a sequência nucleica correspondente.
Aqui está um exemplo em proteína do gene Antennapedia de Drosophila:
```
       1 mtmstnnces mtsyftnsym gadmhhghyp gngvtdldaq qmhhysqnan hqgnmpyprf
      61 ppydrmpyyn gqgmdqqqqh qvysrpdsps sqvggvmpqa qtngqlgvpq qqqqqqqqps
     121 qnqqqqqaqq apqqlqqqlp qvtqqvthpq qqqqqpvvya scklqaavgg lgmvpeggsp
     181 plvdqmsghh mnaqmtlphh mghpqaqlgy tdvgvpdvte vhqnhhnmgm yqqqsgvppv
     241 gappqgmmhq gqgppqmhqg hpgqhtppsq npnsqssgmp splypwmrsq fgkcqgk
```

## Outras sequências

### Sequência glicídica
Sequência glicídica ou  glucídica ou ainda, sequência de carboidratos, são moléculas compostas tendo como monômeros carboidratos como constituinte. Diferentemente dos componentes dos ácidos nucléicos, os carboidratos podem se unir de maneiras múltiplas e não-lineares, porque cada bloco de construção tem cerca de quatro grupos funcionais para a ligação, podendo até formar cadeias ramificadas. Assim sendo, o número de possíveis polissacarídeos é enorme. Como os carboidratos assumem uma grande variedade de configurações, muitas proteínas de ligação a carboidratos estão sendo consideradas alvos de novos medicamentos.
Deve-se observar que o DNA não codifica para carboidratos, que assim como os lipídios são sintetizados, decompostos e metabolizados com a ajuda das enzimas.
Sequências de carboidratos tem processos de sequenciamento específicas para sua natureza, como por exemplo a espectrometria de massa de armadilha de íon quadrupolo ou a espectrometria de massa de múltiplos estágios (MSn, de multiple-stage mass spectrometry).
A diversidade de estruturas de oligossacarídeos pode conferir a especificidade inerente a muitas interações moleculares e celulares. Cientistas de numerosas disciplinas enfrentam o desafio de determinar sua sequência e decifrar sua função. Um exemplo é o bikunin, o proteoglicano mais simples, com uma única cadeia de glicosaminoglicanos, que  é um inibidor da protease de serina usado no tratamento da pancreatite aguda e inibidor de tripsina urinário.

## Processamento por computador

### Análise de sequências
Sequências como estas podem ser usadas como entrada (copiado/colado com todas as anotações) para fazer análise de sequência como no programa BLAST.

Outros programas permitem que se pesquise estruturas palindrômicas.

Bluejay é um programa escrito em Java permitindo transformar dados de sequência de ADN em XML.

### Anotações genômicas
Ensembl é um software usado para anotar sequências genômicas.

## Tipos de seqüências biológicas particulares
- Sequência repetitiva
- Repetição terminal longa
- Promotor
- Microssatélite